# Keiji Kaimoto
Keiji Kaimoto (Suita, 26 de novembre de 1972) és un futbolista japonès que disputà un partit amb la selecció japonesa.